# Aït Aâtab
 (mai 2025).
Si vous disposez d'ouvrages ou d'articles de référence ou si vous connaissez des sites web de qualité traitant du thème abordé ici, merci de compléter l'article en donnant les références utiles à sa vérifiabilité et en les liant à la section « Notes et références ».
Aït Aâtab, ou Aït Attab (en Tachelhit: ⴰⵢⵜ ⵄⵜⴰⴱ, en arabe : آيت عتاب), est le nom d'une tribu chleuh et d'un caïdat marocain relevant du cercle de Bzou (province d'Azilal, région de Béni Mellal-Khénifra).Ils sont assimiler au Sraghni et comprenant trois communes rurales : Moulay Aïssa Ben Driss, son chef-lieu, Tisqi et Taounza ,. 

## Territoire
Le territoire d'Aït Aâtab est situé dans les premiers contreforts et piémonts du Haut-Atlas Central. On peut y accéder, en provenance de Marrakech ou de Beni Mellal, Casablanca ou Rabat, en traversant la cité sucrière d'Oulad Ayad, sur une vingtaine de kilomètres. À une vingtaine de kilomètres également, se trouve un site touristique, les cascades d'Ouzoud, que l'on peut rejoindre par une route goudronnée traversant la montagne.

## Traditions
Chaque année, au mois d'avril[réf. nécessaire], s'y déroule le moussem de Moulay Issa Ben Driss dont le programme comporte une fantasia, des jeux, ainsi que des activités commerciales et artistiques (chants, halkas, musique, etc.). Il est aussi connu pour son huile d'olive de bonne qualité, ses amandes et son miel d'euphorbe résinifère.[réf. nécessaire].

## Personnalités
Parmi les personnalités connues du grand public attabi, il importe de mentionner Madame Dr. Bahija Simou, historienne universitaire, spécialiste de l'histoire militaire et directrice des archives royales.